# Hoàng Thị Yến
Hoàng Thị Yến (sinh năm 1976 tại tỉnh Thái Nguyên) là người đăng quang ngôi vị hoa hậu của cuộc thi Hoa hậu Quý bà đẹp và thành đạt Việt Nam 2009. Khi đăng quang, cô đang là mẹ của hai người con và đang giữ chức vụ giám đốc chi nhánh Công ty UBS tại Thành phố Hồ Chí Minh . Trước khi tham gia cuộc thi này, Hoàng Thị Yến từng đoạt danh hiệu Hoa khôi Thái Nguyên, Á khôi khu vực phía Bắc và là Hoa hậu duyên dáng của cuộc thi Hoa hậu Việt Nam 1996. Đêm chung kết được diễn ra vào ngày 26 tháng 9 năm 2009 tại Cung trình diễn đa năng thành phố Vũng Tàu, tỉnh Bà Rịa – Vũng Tàu. Đây là lần đầu tiên Việt Nam tổ chức Hoa hậu Quý bà Việt Nam, một cuộc thi sắc đẹp chỉ dành riêng cho những phụ nữ đã lập gia đình và thành đạt trong cuộc sống .
Qua các vòng thi trang phục truyền thống, áo tắm, trang phục dạ hội và thi ứng xử, Hoàng Thị Yến đã vượt qua nhiều thí sinh đến từ các tỉnh thành khác nhau trong cả nước để giành danh hiệu cao nhất, trong đó có cả những thí sinh được đánh giá cao là siêu mẫu Trần Bảo Ngọc, Ka The... Phần thi ứng xử của cô được đánh giá là khá khéo léo, trôi chảy và nhận được nhiều cảm tình từ khán giả: "Tôi đến cuộc thi và rất hạnh phúc bởi đây là lần đầu tiên Việt Nam tổ chức cuộc thi hoa hậu quý bà, khi mà trước đây chưa từng có cuộc thi nào tôn vinh vẻ đẹp mặn mà của người phụ nữ có gia đình. Thứ hai tôi còn đứng ở đây đến giờ phút này chính là chiến thắng của bản thân mình. Và cuối cùng, chồng và các thành viên trong gia đình đã ủng hộ tôi hết mình".
Chiến thắng trong cuộc thi này, Hoa hậu Quý bà Hoàng Thị Yến được trao vương miện trị giá 200 triệu đồng và 150 triệu đồng tiền mặt cùng bộ trang sức trị giá 10.000 USD, bằng chứng nhận từ Ban tổ chức và nhiều quà tặng khác. Bên cạnh đó, cô cùng Á hậu 1 là Nguyễn Thị Thu Hà là đại diện chính thức cho phụ nữ Việt Nam tham dự cuộc thi Hoa hậu Quý bà Thế giới 2009 diễn ra vào tháng 11 cũng tại thành phố Vũng Tàu.
Ngày 22 tháng 11 năm 2009, đêm chung kết cuộc thi Hoa hậu Quý bà Thế giới 2009 được tổ chức tại Cung trình diễn Bà Rịa-Vũng Tàu, Hoàng Thị Yến đã cùng Hoa hậu Quý bà Mỹ Andrea Robertson và Hoa hậu Quý bà Nga Victoria Radochinskaya lọt vào vòng thi ứng xử để tranh vương miện hoa hậu. Kết thúc cuộc thi, cô đã được trao danh hiệu Á hậu 2.